# Glyphodes subcrameralis
Glyphodes subcrameralis là một loài bướm đêm trong họ Crambidae.